# 健康保険人吉看護専門学校
健康保険人吉看護専門学校（けんこうほけんひとよしかんごせんもんがっこう）は、かつて熊本県人吉市にあった全国社会保険協会連合会が運営していた専門学校である。健康保険人吉総合病院に併設されていた。

## 沿革
- 1995年4月 - 球磨地方初の正看護師養成所として開校
- 2009年3月 - 閉校

## 学科
- 看護学科

## 併設
- 健康保険人吉総合病院

## 交通アクセス
- 肥薩線人吉駅から約2.5km